# Cosme de Praga

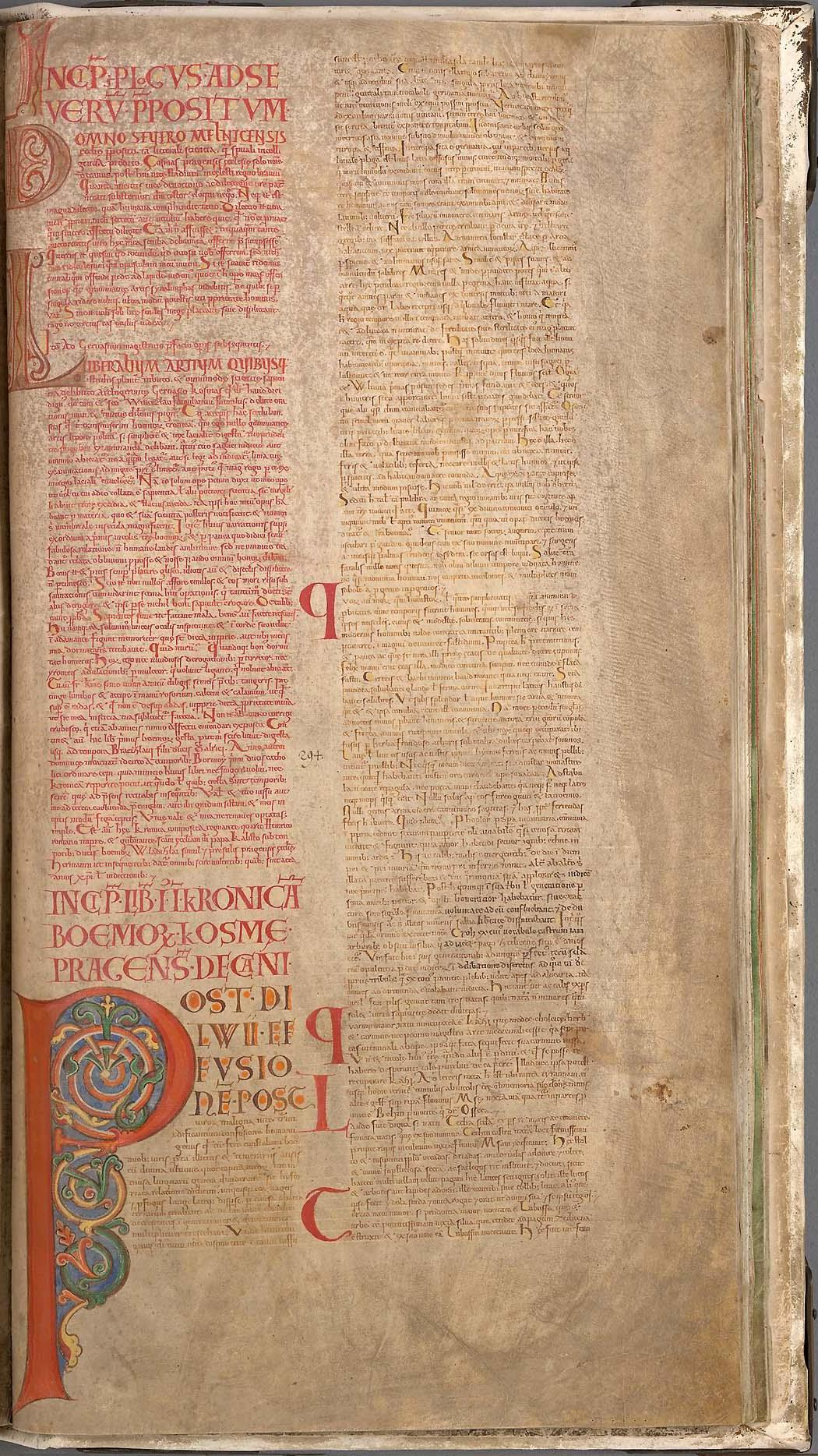
Fólio com a "Chronica Boëmorum" no "Codex Gigas", um enorme manuscrito do século XIII da Boêmia.
Foi levado de Praga para Estocolmo como espólio pelos suecos durante a Guerra dos Trinta Anos (1648). Está atualmente na Biblioteca Nacional Sueca.

Cosme de Praga (em latim: Cosmas Pragensis; em tcheco/checo:  Kosmas Pražský; c. 1045 – 21 de outubro de 1125 (80 anos)), chamado também de Cosmas, foi um padre, escritor e historiador de nascido numa família nobre da Boêmia. Entre 1075 e 1081, estudou em Liège e, depois de voltar para a Boêmia, foi ordenado e casou-se com Božetěcha, com quem provavelmente teve um filho. Em 1086, foi nomeado cônego de Praga, uma posição de grande prestígio e que o fez viajar por toda Europa em assuntos oficiais.
Sua magnum opus, escrita em latim, é conhecida por "Chronica Boëmorum" ("Crônica dos Boêmios"), dividida em três livros:
- O primeiro livro, completado em 1119, começa com a criação do mundo e termina em 1038. Ele conta a fundação lendária do estado boêmio pelos antigos boêmios por volta de 600 (a história do duque Bohemus, duque Krok e suas três filhas), a duquesa Libuše e a fundação da Dinastia premislida através de seu casamento com Přemysl, guerras antigas, duque Bořivoj e a introdução do cristianismo na Boêmia, São Venceslau e sua avó, Santa Ludmila, o reinado dos três Boleslavs, a vida de Santo Adalberto de Praga e as sangrentas guerras depois do ano 1000.

- O segundo conta a história da Boêmia entre 1038 e 1092, começando com os atos heroicos do duque Bretislau (Břetislav), conhecido como o "Aquiles da Boêmia", entre outros motivos pela sua vitória sobre o Polônia. A "Chronica" também descreve o longo e próspero reinado do rei Vratislau, que era conhecido por seus modos duros, mas também por sua coragem e bondade. O relato termina com a morte dele.

- O terceiro livro, que relata o período entre 1092 e 1125, começa narrando a instabilidade e as sangrentas guerras civis depois da morte de Vratislau (1092–1109) e termina com o reinado de Vladislau, que terminou em 1125, ano da morte de Cosme.